# إيفان دي نوفا
إيفان دي نوفا (بالإسبانية: Iván de Nova) هو لاعب كرة قدم إسباني في مركز الدفاع، ولد في 22 سبتمبر 1996 في طركونة في إسبانيا. لعب مع خيمناستيك طركونة.

## وصلات خارجية
- إيفان دي نوفا على موقع Soccerway.com (الإنجليزية)